# Austin Toros 2009-2010
La stagione 2009-10 degli Austin Toros fu la 9ª nella NBA D-League per la franchigia.
Gli Austin Toros arrivarono secondi nella Western Conference con un record di 32-18. Nei play-off vinsero al primo turno con i Dakota Wizards (2-1), per poi perdere le semifinali contro i Rio Grande Valley Vipers (1-2).

## Roster
| N° | Naz.                   | Ruolo | Sportivo          | Anno | Alt. | Peso |
| -- | ---------------------- | ----- | ----------------- | ---- | ---- | ---- |
| 00 | Stati Uniti (bandiera) | C     | Roderick Riley    | 1981 | 211  | 124  |
| 0  | Stati Uniti (bandiera) | P     | Curtis Jerrells   | 1987 | 185  | 89   |
| 4  | Stati Uniti (bandiera) | G     | Marcus Williams   | 1986 | 201  | 93   |
| 7  | Australia (bandiera)   | A     | Ryan Bright       | 1986 | 198  | 102  |
| 7  | Stati Uniti (bandiera) | G     | Malik Hairston    | 1987 | 198  | 100  |
| 9  | Stati Uniti (bandiera) | G     | Russell Carter    | 1985 | 193  | 104  |
| 10 | Stati Uniti (bandiera) | P     | Carldell Johnson  | 1983 | 178  | 88   |
| 11 | Stati Uniti (bandiera) | G     | Dominique Coleman | 1984 | 191  | 86   |
| 15 | Stati Uniti (bandiera) | G     | Lewis Clinch      | 1987 | 191  | 88   |
| 21 | Stati Uniti (bandiera) | A     | Justin Bowen      | 1983 | 201  | 95   |
| 21 | Stati Uniti (bandiera) | A     | Michael Joiner    | 1981 | 201  | 104  |
| 22 | Stati Uniti (bandiera) | G     | Eddie Basden      | 1983 | 196  | 98   |
| 23 | Stati Uniti (bandiera) | G     | Alonzo Gee        | 1987 | 198  | 100  |
| 24 | Stati Uniti (bandiera) | AP    | David McClure     | 1986 | 198  | 93   |
| 33 | Stati Uniti (bandiera) | AC    | Cory Underwood    | 1980 | 208  | 107  |
| 34 | Stati Uniti (bandiera) | A     | Emmanuel Jones    | 1985 | 198  | 91   |
| 41 | Nigeria (bandiera)     | C     | Augustine Okosun  | 1986 | 208  | 104  |
| 42 | Stati Uniti (bandiera) | C     | Luke Bonner       | 1985 | 216  | 108  |
| 44 | Stati Uniti (bandiera) | C     | Dwayne Jones      | 1983 | 211  | 113  |
| 99 | Stati Uniti (bandiera) | A     | Eric Dawson       | 1984 | 206  | 106  |

## Staff tecnico
- Allenatore: Quin Snyder
- Vice-allenatori: Taylor Jenkins, Alex Lloyd
- Preparatore atletico: Daisuke Yamaguchi